# Cheiro
Cheiro (* 1. November 1866 in Dublin; † 8. Oktober 1936 in Hollywood) war ein irischer Okkultist, Chirologe, Numerologe und Autor zukunftsdeutender Werke.

## Leben
Geboren wurde der nach eigenen Angaben aus normannischem Adel abstammende Cheiro in Dublin (Irland) als William John Warner. Jedoch nahm er schon in frühen Jahren den Namen Count Louis Hamon an. Sein Pseudonym Cheiro basiert auf dem Begriff der Chiromantie (englisch cheiromancy, die Handlesekunst).
Cheiro betrachtete sich als  Hellseher, der die Handlesekunst, die Numerologie und die Astrologie zu einem System der Vorhersage verband und dabei angeblich zu bemerkenswerten Resultaten kam. Schon in jungen Jahren bereiste er ferne Länder, um sich das geheime Wissen der alten Meister anzueignen. Nach vielen Jahren der Suche, kehrte er dann nach London zurück, um sein Wissen weiterzugeben.
Cheiro galt als der größte und erfolgreichste Handleser seiner Zeit und war Gast bei vielen bekannten Persönlichkeiten. Er las die Hände von Mark Twain, Sarah Bernhardt, Mata Hari, Oscar Wilde, Grover Cleveland, Thomas Edison, General Kitchener und William Gladstone und kam dabei zu bemerkenswerten Resultaten. Angeblich sagte er das Sterbedatum von Königin Victoria, das Jahr und den Monat, wann König Eduard VII. verscheiden würde, das Schicksal, des russischen Zaren, das Attentat auf König Umberto I. von Italien, den Mordanschlag auf das Leben des Schahs in Paris und vieles mehr voraus.
Nach vielen Jahren Schaffenszeit in London und vielen Weltreisen wanderte Cheiro nach Amerika aus. Dort verbrachte er seine letzten Jahre in Hollywood und starb 1936 im Alter von 69 Jahren.

## Werke
Teile seiner Bücher sind auch in anderen Sprachen erschienen. In seinem Werk Book of Numbers veröffentlichte er sein umfangreiches Wissen über Numerologie, darunter seine Deutung von 52 Doppelzahlen. Sehr populär wurde die „Methode Cheiro“, bei der Buchstaben systematisch einer Zahl zugeordnet werden. In seinem autobiografischen Buch Cheiro’s Memoirs: The Reminiscences of a Society Palmist beschrieb er seine Interviews mit König Edward VII, William Gladstone, Charles Stewart Parnell, Henry Morton Stanley, Sarah Bernhardt, Oscar Wilde, Friedrich Max Müller, Blanche Roosevelt, Joseph Chamberlain, Robert G. Ingersoll, Ella Wheeler Wilcox, Lillie Langtry, Mark Twain, Richard Croker, Natalia Janotha und anderen prominenten Persönlichkeiten seines Zeitalters.

### Werke (Auswahl)
- When Were You Born?
- You and Your Stars
- Cheiro’s Language of the Hand (1897; auf Deutsch 2012 Numerologie. Das Geheimnis der Zahlen, Aurinia Verlag, Hamburg 2012, ISBN 978-3-943012-71-2)
- Cheiro’s Guide to the Hand
- You and Your Hand
- Cheiro’s Palmistry for All
- Cheiro’s Book of Numbers
- Cheiro’s Book of World Predictions
- True Ghost Stories
- A Study of Destiny (1898; auch als The Hand of Fate).
- Secrets of the Hand - Your Past, Present and Future (auf Deutsch Die Geheimnisse der Hand - Erkenne deine Vergangenheit, Gegenwart und Zukunft)